# タデウシュ・レイタン

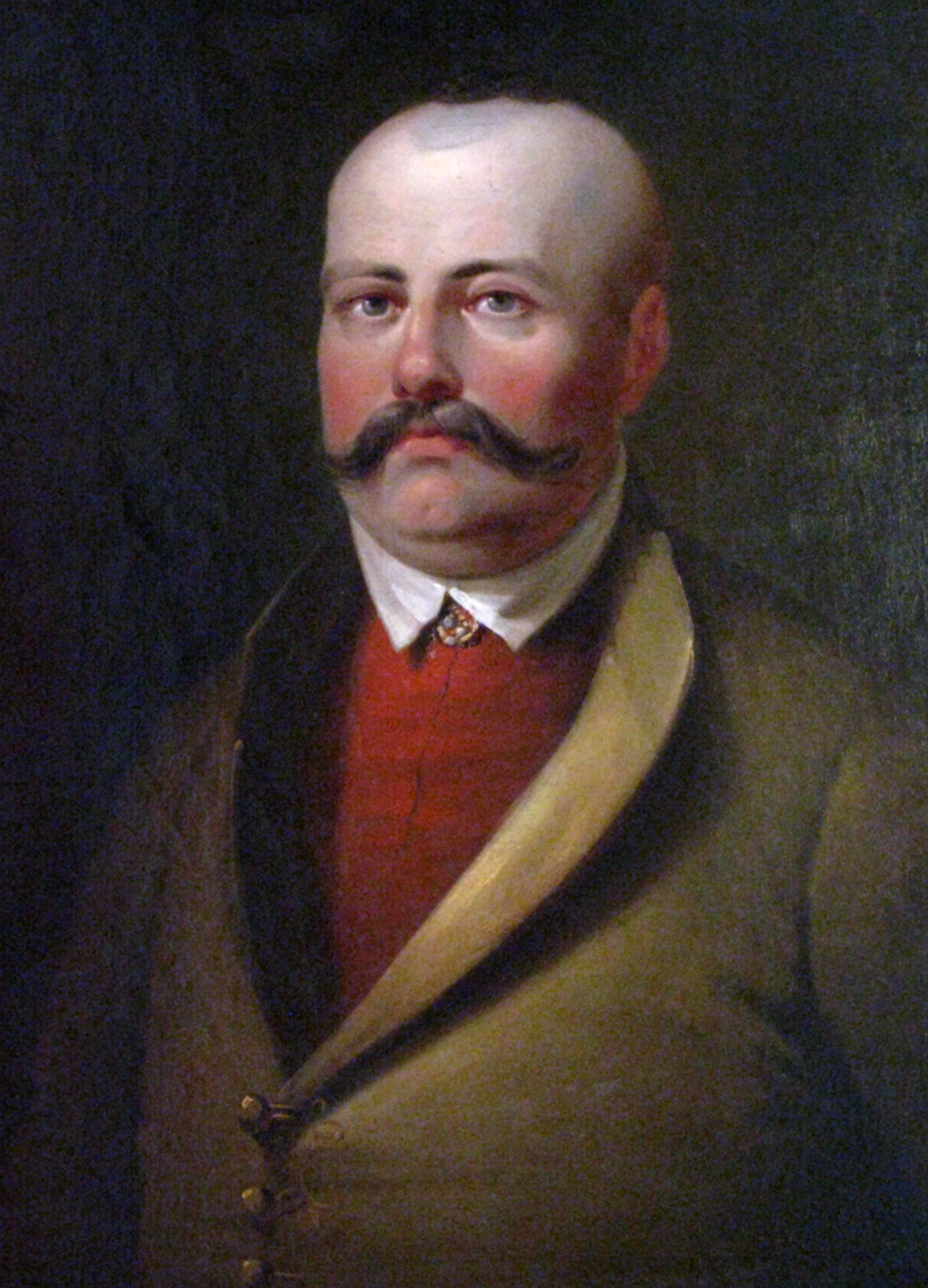
タデウシュ・レイタン

タデウシュ・レイタン（波: Tadeusz Reytan、あるいはRejtanとも、1742年8月20日 - 1780年8月8日）は、ポーランド貴族（シュラフタ）でセイムのノヴォグルデク県代表議員である。セイムの連盟化に対し肯定的な自由拒否権の行使によって抵抗を試みた事で認知されている。

## 生涯
ノヴォグルデク（現ベラルーシのナヴァフルダク）の裕福な名士ドミニク・レイタンの息子で、母はテレサであった。ノヴォグルデクの文筆家ミハウとは兄弟であり、祖父のミハウ（1706年没）はモズィシュ（現ベラルーシのマズィル）の財務官（スカルブニク）であった。彼は父親と共にラジヴィウ家に仕える身 (pl) であった。
1773年4月19日のセイムにおける第一回議事にて、サムエル・コルサクやスタニスワフ・ボフシェヴィチと共にアダム・ポニンスキの主導による連盟化に抗議した。連盟化は第一次ポーランド分割条約の締結を可能とするものであった。議事終了後に彼は「我が屍の後にでも」と叫び!"、分割調印者の退席を妨害する事となった。彼の立場は選挙に際してノヴォグルデク地方議会で彼が受けた「命と財産を賭してポーランド全体を守る」という議員指導と一致していた。彼が行動を取る事ができた背景には王の命令により自由国会 (pl) が招集された事や、議長用杖 (pl) の予備が当時リトアニアに回ってきていた事があった。議事を打ち切りとする事を望まずに規範の原則を遵守していた彼は、唯一の望みとして議長（マルシャウェク）の選定を推し進めた。レイタンの抵抗を支えたのはコルサクや他のリトアニア代表議員およびウェンチツァ代表議員らであった。彼はリトアニア連盟の議長のために用意された第二の杖を手に取って議長の座席に着席し、ポニンスキと同様自任の議長となり得る事を表し、ポニンスキを職務の席から退かせた。4月20日、連盟の法令で訴訟が起こされ、レイタンを呼び付けた連盟の手による審判が行われようとした。レイタンが召喚に応じない中、連盟裁判所は彼を「普遍的な平和を乱した者および祖国に対する反乱者」として刑罰を課す事および財産の没収を命じる判決を言い渡した。
21日、gród warszawskiはポニンスキの命令により、無法な召喚に抗議するレイタンやコルサクの宣言を受理しなかった。ポーランド分割を望む列強は議事堂を空け渡すよう要求書を出すが、レイタン、コルサク、ボフシェヴィチはいつまでも立ち去ろうとしなかった。議事解散宣言の後に退席する事ができた議員達を議事堂で引き止めようとしたレイタンは手を交差させて戸口に立ち、神と祖国の寵愛を乞いながら、我が身を踏むようにと議員達に叫びつつその場に寝転んだ。議員達は彼の上を通る事となった。22日となり、36時間のあいだ何も口にせず心身ともに疲弊したレイタンは議事堂を後にした。分割を望む列強代表の議員からの書簡上で、彼は抑圧に屈することは無いという事と、二日前に出された判決は取り消されるという事を保証された。レイタンはプロイセンの将軍ロベルト・スキピオ・フォン・レントゥルスの庇護にあずかる事ができた。将軍は彼にプロイセン軽騎兵を護衛としてつけた。
1795年の分割議会終了の後にレイタンはリトアニアまで赴き、言い伝えによると狂気に陥り、その行く末に1780年8月8日に自殺したという。家族はいなかった。
恐らく故郷のフルシュフカ（現ベラルーシのフルシャウカ）にて自らの身をガラスで傷つけた事により絶命したものと見られている。タデウシュ・レイタンの亡骸は第二共和国時代の1930年にレンガで覆われた墓で発見された。発見場所は周辺住民が指した屋敷の近郊に位置する"Pod Grabem"（シデの木の下）と呼ばれたところであった。ポーランドの学界の中でも、とりわけ人類学者のカジミェシュ・ストウィフフォや歴史家のスタニスワフ・ロレンツはこの時にタデウシュ・レイタンの葬儀や亡骸の場所である事実を確認した。しかし歴史家のイェジ・ミハルスキの意見によると、1930年のフルシュフカの遺体の研究ではそれが本当にタデウシュ・レイタンのものであるのかはっきりした結論には至っていない。

## 後世において

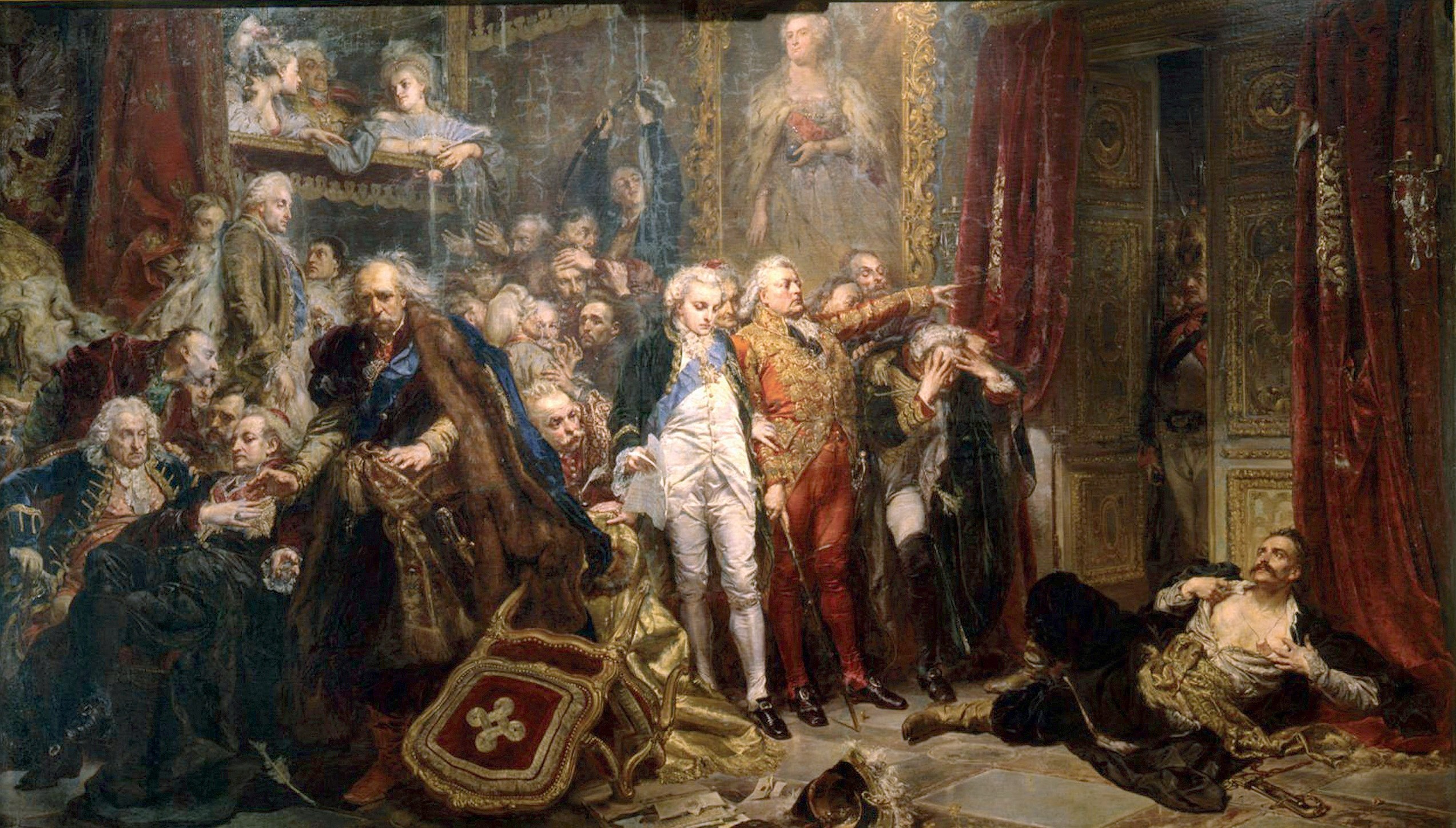
画面右下で戸口を塞ぐレイタン（「レイタン」、1866年）

19世紀後半にヤン・マテイコが彼の抵抗を題材として絵画「レイタン」を描いた。